# Beveridge-Riff
Das Beveridge-Riff (englisch Beveridge Reef) ist ein weitgehend überflutetes, ringförmiges Korallenriff, auch Atoll genannt. Es befindet sich in der ausschließlichen Wirtschaftszone von Niue. Es liegt 225 km südöstlich von Niue und westlich der Cookinseln im Pazifischen Ozean. Bereits 1833 wurde vor dem Riff gewarnt. Entdeckt wurde es vermutlich im März 1819 von Kapitän Beveridge vom gleichnamigen Schiff.
Ein kleiner Teil des Riffs ist nur bei Ebbe, der größte davon bereits bei flachem Wasser sichtbar. Das Riff ist eine der Ursachen dafür, dass Fischerboote feststecken oder abtreiben. Aus diesem Grund wird für den kommerziellen Fischfang eine Lizenz benötigt.
Mit Ausnahme einer 100 Meter breiten Öffnung ist der Riffkranz geschlossen. Die Lagune ist bis zu 12 Meter tief.
Es war auch bekannt als King George Reef, Middleton Reef oder Nicholson Shoal.
Im Laufe der Zeit sind viele Schiffe an dem Riff gescheitert:
- vor 1853, Bark Legerdemain[6]
- 1918, Schoner James H. Bruce,[7]
- 1992, Nicky Lou, Fischfangschiff,[8]
- 2017, Katamaran Avanti[9]